# Chorizococcus socialis
Chorizococcus socialis är en insektsart som först beskrevs av Charles Kimberlin Brain 1915.  Chorizococcus socialis ingår i släktet Chorizococcus och familjen ullsköldlöss. Inga underarter finns listade i Catalogue of Life.